# Aulacospermum darvasicum
Aulacospermum darvasicum là một loài thực vật có hoa trong họ Hoa tán. Loài này được (Lipsky) Schischk. mô tả khoa học đầu tiên năm 1950.